# Selo pri Kostelu
Selo pri Kostelu – wieś w Słowenii, w gminie Kostel. W 2018 roku liczyła 5 mieszkańców.